# Nesozineus galapagoensis
Nesozineus galapagoensis is een keversoort uit de familie van de boktorren (Cerambycidae). De wetenschappelijke naam van de soort werd voor het eerst geldig gepubliceerd in 1953 door Van Dyke.